# Арди (ардипитек)
Арди (ARA-VP-6/500) — фоссилизированные фрагменты скелета самки «Ardipithecus ramidus возрастом 4,4 млн лет. Считается одним из самых полных скелетов ранних гоминид: сохранилась большая часть черепа, зубы, тазовые кости, кости конечностей. В целом скелет более полный, чем известная находка Australopithecus afarensis под названием Люси».

## Предыстория
В 1974 году недалеко от эфиопского селения Хадар группой под руководством Мориса Тайеба и Дональда Джохансона был обнаружен удивительно полный скелет австралопитека, ныне известный под названием «Люси». В числе прочих останков были найдены хорошо сохранившаяся бедренная кость и кости таза, которые свидетельствовали, что обезьяноподобное существо с мозгом шимпанзе, жившее 3,2 млн лет назад, обладало почти человеческой двуногой походкой. Это открытие опровергло существовавшее ранее мнение, что увеличение объёма мозга у предков человека предшествовало прямохождению, и поставило вопрос о том, как передвигался общий предок человека и шимпанзе, живший 6—7 млн лет назад — на двух ногах, как Люси, или опираясь на фаланги передних конечностей, как шимпанзе и гориллы.
Частичный ответ на этот вопрос дала в 1992-1994 году находка в Арамисе (Эфиопия) скелета вероятного эволюционного предшественника австралопитеков, жившего около 4,4 млн лет назад. Находка получила название «Арди», а вид, к которой принадлежал гоминид — Ardipithecus ramidus (от афарского «арди» — «земля», «рамид» — «корень»).
Ардипитек не был общим предком человека и шимпанзе, однако стоял достаточно близко к нему, что позволяло делать выводы об особенностях строения организма общего предка.

## История
Первая находка, относящаяся к ардипитеку, была сделана 17 декабря 1992 года, когда бывший студент Тима Уайта эфиоп Ген Сува, осматривая местность недалеко от эфиопской деревни Арамис, заметил торчащий из земли коренной зуб гоминида. В течение нескольких дней вся группа обследовала территорию поблизости и обнаружила нижнюю челюсть детёныша гоминида с сохранившимся молочным зубом. В ноябре 1994 года студент из Беркли Йоханнес Хайле-Селассие обнаружил поблизости два осколка фаланги пальца руки. За этим последовала целая серия находок — кости таза, ног, лодыжки, стопы, множество костей пальцев и кистей рук, нижняя челюсть с зубами, кости черепа. К январю 1995 года стало ясно, что сделана редчайшая находка — частичный скелет древнего гоминида. За всю историю палеоантропологии было найдено не более пяти частичных скелетов гоминидов старше 1 млн лет.
Раскопки заняли три полевых сезона. Было найдено более 110 фрагментов скелета ардипитека и более 150 000 сопутствующих образцов — останков животных и растений. Из-за плохой сохранности окаменелостей пришлось снять верхний слой земли и транспортировать его в Национальный музей Эфиопии в Аддис-Абебе, где кости извлекались из грунта. Извлечённые окаменелости доставлялись в Токио, где сканировались прибором микрокомпьютерной томографии. Там же один из членов группы Ген Сува в течение 9 лет занимался созданием виртуальной компьютерной модели черепа, собирая его из 65 осколков. Одновременно в США специалист по локомоции гоминидов Оуэн Лавджой из Кентского государственного университета (шт. Огайо) создавал компьютерную модель тазовых костей.
Предварительный анализ показал, что лицевая часть черепа ардипитека и размер черепа в передне-заднем сечении меньше, чем у шимпанзе, что свидетельствовало в пользу вертикального положения позвоночника. Клыки, как и у других ранних гоминидов, были менее заострёнными и не такими крупными, как у шимпанзе, занимая промежуточное положение между клыками обезьян и современного человека. В целом череп обладал заметным сходством с черепом сахелантропа возрастом 6—7 млн лет, который был обнаружен группой Бруне в Чаде.
Характеристики посткраниального скелета тоже занимают промежуточное положение между шимпанзе и австралопитеком. Большие пальцы ног противостояли остальным пальцам и, видимо, использовались для охвата ветвей деревьев, однако остальные четыре пальца составляли жёсткую конструкцию, характерную для прямоходящих гоминидов, в отличие от шимпанзе, у которых эти пальцы подвижны. Подвздошные кости таза более короткие и широко расставленные, чем у шимпанзе, однако нижняя часть таза такая же массивная, как у обезьян. В сочетании с отставленным большим пальцем ноги это говорит о том, что ардипитек заметную часть своей жизни проводил на деревьях.
Ардипитек Рамидус не мог быть общим предком шимпанзе и человека. Ноги шимпанзе приспособлены для лазанья по деревьям. А ноги A. ramidus лучше подходят для прямохождения. Клыки A. ramidus меньше и одинаковы у самок и самцов. Это предполагает более низкую вероятность конфликтов между самцами, образование прочных пар и обоюдную заботу о потомстве. «Таким образом, фундаментальные репродуктивные и социально-поведенческие изменения, вероятно, произошли у гоминид задолго до увеличения мозга и начала использования каменных орудий.»

## Археология
Останки A. ramidus впервые были найдены в Эфиопии в 1992 году, но понадобилось 17 лет, чтобы оценить их значимость. Арди более примитивный гоминид, чем широко известный австралопитек Люси. При росте около 120 см и массе около 50 кг, Арди была примерно на 15 см выше Люси и почти вдвое тяжелей. Скелет был найден недалеко от деревни Арамис в засушливых бесплодных землях долины реки Аваш в Эфиопии в 1994 году. Находки были сделаны группой исследователей под руководством антрополога из Калифорнийского Университета в Беркли Тима Уайта и подробно изучены международной группой учёных во главе с О. Лавджоем. 1 октября 2009 года журнал «Science» опубликовал в открытом доступе сборник из 11 статей, посвящённых A. ramidus и обстоятельствам этого открытия.

## Анатомия
Арди жила позднее, чем предполагаемый последний общий предок шимпанзе и человека, однако изучение её останков позволяет предположить, что из себя представлял этот предок. Вероятно, он не был похож на шимпанзе, как считалось ранее, а был стопоходящим, четвероногим, живущим на деревьях, но не способным к брахиации, лазанию по вертикальным стволам, хождению с опорой на фаланги пальцев передних конечностей, то есть не обладающим некоторыми важными чертами специализации, характерными для шимпанзе.
Клыки A. ramidus меньше, чем у шимпанзе, и имеют примерно равные размеры у самцов и самок. Это свидетельствует об уменьшении агрессивности в отношениях между самцами, образовании пар и большей заботе о потомстве.
По форме таза и конечностей, а также по отстоящему большому пальцу ноги установлено, что Арди была факультативным двуногим, передвигавшимся по земле на двух ногах, а по ветвям деревьев — используя все четыре конечности. По сравнению с более поздними гоминидами Арди обладала более примитивным прямохождением и не могла проходить шагом или пробегать большие расстояния. Зубы, менее специализированные, чем у современных обезьян, свидетельствуют о её всеядности.
Подчёркивая необычность ардипитека с точки зрения анатомии современного человека или шимпанзе, руководитель группы Тим Уайт однажды сказал: «Если бы вам захотелось найти что-нибудь, что двигалось так же, как это существо, вам следовало бы заглянуть в бар, показанный в фильме „Звёздные войны“» (англ. If you wanted to find something that moved like these things, you’d have to go to the bar in Star Wars).